# Liste der Stolpersteine in der Region Hauts-de-France

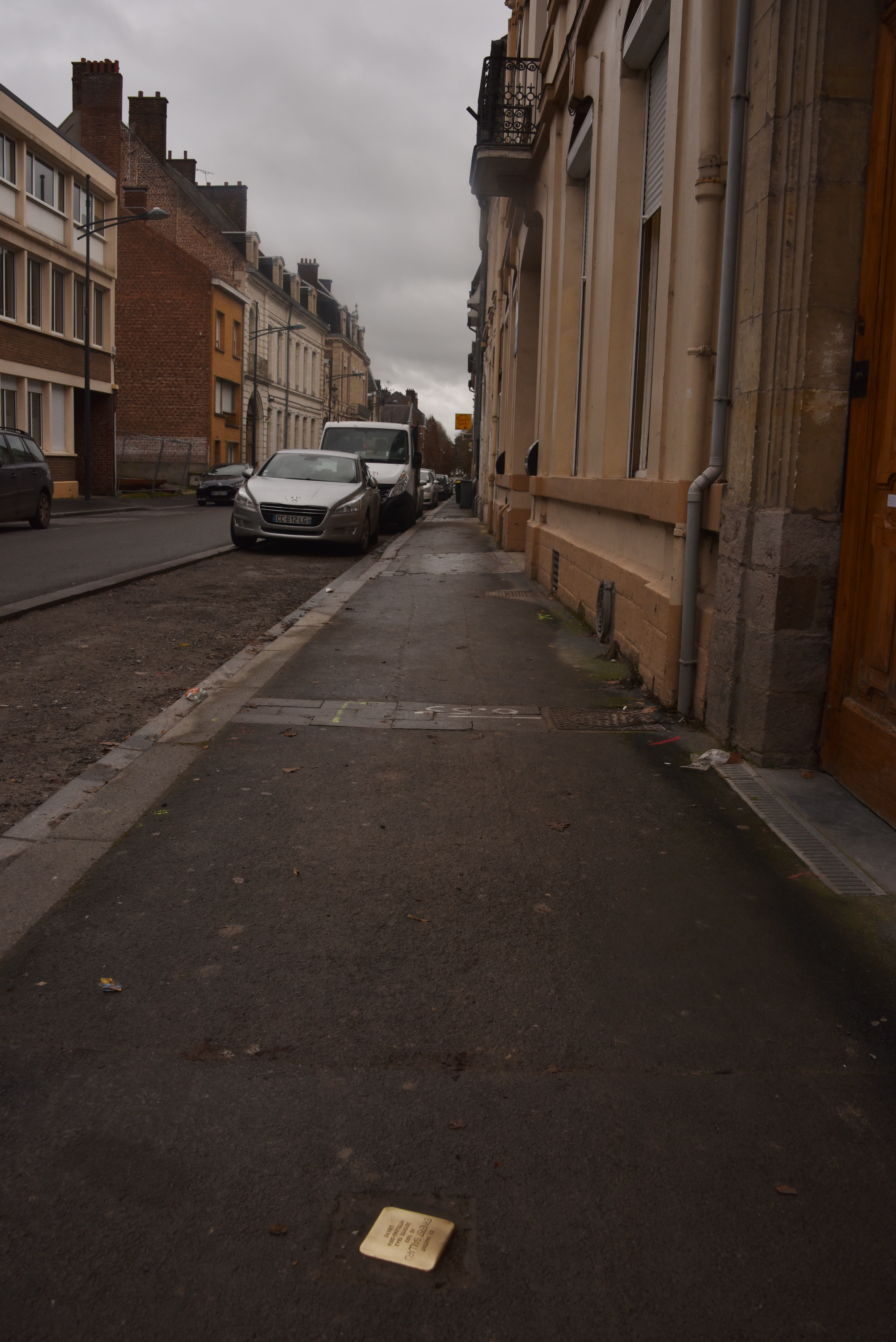
Stolperstein in Cambrai

Die Liste der Stolpersteine in der Region Hauts-de-France listet Stolpersteine in der französischen Region Hauts-de-France auf. Stolpersteine erinnern an das Schicksal der Menschen, die von den Nationalsozialisten ermordet, deportiert, vertrieben oder in den Suizid getrieben wurden. Die Stolpersteine wurden vom Kölner Künstler Gunter Demnig konzipiert und werden im Regelfall von ihm selbst verlegt. Meistens liegen sie vor dem letzten selbstgewählten Wohnort des Opfers.
Die erste Verlegung in dieser Region erfolgten am 8. November 2022 in Cambrai.

## Verlegte Stolpersteine

### Cambrai
In Cambrai wurden sechs Stolpersteine an vier Adressen verlegt.
| Stolperstein | Übersetzung                                                                                        | Verlegeort                    | Name, Leben                 |
| ------------ | -------------------------------------------------------------------------------------------------- | ----------------------------- | --------------------------- |
|              | HIER WOHNTE ROBERT DEFOSSEZ GEB. 1920 VERHAFTET 17.9.1944 DEPORTIERT ERMORDET 19.1.1945 BUCHENWALD | 5, rue de la Porte-Notre-Dame | Robert Défossez (1920–1945) |
|              | HIER WOHNTE ERNERST GAILLARD GEB. 1893 DEPORTIERT 1942 MITTELBAU-DORA BEFREIT                      | 22, rue Saint-Georges         | Ernerst Gaillard (1893–?)   |
|              | HIER WOHNTE MEYER HUBSCHMAN GEB. 1901 DEPORTIERT AUSCHWITZ ERMORDET 26.2.1945 MAUTHAUSEN           | 24, rue de Bohain             | Meyer Hubschman (1901–1945) |
|              | HIER WOHNTE JOSEPH MACNER GEB. 1897 DEPORTIERT 1942 AUSCHWITZ BEFREIT                              | 8, rue Ramette                | Joseph Macner (1897–?)      |
|              | HIER WOHNTE MARCEL MACNER GEB. 1937 DEPORTIERT 1942 ERMORDET 20.9.1942 AUSCHWITZ                   | 8, rue Ramette                | Marcel Macner (1937–1942)   |
|              | HIER WOHNTE SARA MACNER GEB. GLASS, 1908 DEPORTIERT 1942 ERMORDET 20.9.1942 AUSCHWITZ              | 8, rue Ramette                | Sara Macner (1908–1942)     |

### Douai
In Douai wurden am 11. September 2022 dreizehn Stolpersteine an sechs Adressen verlegt. Es war der 80. Jahrestag jenes Tages, an dem die Juden von Douai zusammengetrieben und deportiert wurden.
| Stolperstein | Verlegeort | Verlegeort                    | Name, Leben                        |
| ------------ | --- | ----------------------------- | ---------------------------------- |
|              | HIER WOHNTE HENRI REDLUS GEBOREN 1926 VERHAFTET 15.6.1942 INTERNIERT IN PITHIVIERS DEPORTIERT 1942 AUSCHWITZ ERMORDET                                | 197, rue Morel Douai          | Henri Redlus (1926–1942/45)        |
|              | HIER WOHNTE HERMAN ROSENBLIT GEBOREN 1894 VERHAFTET 11.9.1942 INTERNIERT IN MALINES DEPORTIERT AUSCHWITZ ERMORDET 9.10.1942                          | 71, rue des Malvaux Douai     | Herman Rosenblit (1894–1942)       |
|              | HIER WOHNTE ISIDOR ROSENBLIT GEBOREN 1928 VERHAFTET 11.9.1942 INTERNIERT IN MALINES DEPORTIERT 1942 AUSCHWITZ ERMORDET                               | 71, rue des Malvaux Douai     | Isidor Rosenblit (1928–1942/45)    |
|              | HIER WOHNTE JACOB SLOMNICKI GEBOREN 1906 VERHAFTET 11.9.1942 INTERNIERT IN MALINES DEPORTIERT 1942 AUSCHWITZ ERMORDET 15.3.1945 BUCHENWALD           | 114, rue de Paris Douai       | Jacob Slomnicki (1906–1945)        |
|              | HIER WOHNTE LAJA SLOMNICKI GEB. PRUSZICKA 1902 VERHAFTET 11.9.1942 INTERNIERT IN MALINES DEPORTIERT 1942 AUSCHWITZ ERMORDET                          | 114, rue de Paris Douai       | Laja Slomnicki (1902–1942/45)      |
|              | HIER WOHNTE ADOLPHE SOKOLSKI GEBOREN 1898 VERHAFTET 11.9.1942 INTERNIERT IN MALINES DEPORTIERT 1942 AUSCHWITZ BEFREIT                                | 58, rue du Champ Fleuri Douai | Adolphe Sokolski (1898–)           |
|              | HIER WOHNTE ARLETTE SOKOLSKI GEBOREN 1938 VERHAFTET 11.9.1942 INTERNIERT IN MALINES DEPORTIERT AUSCHWITZ ERMORDET 17.9.1942                          | 58, rue du Champ Fleuri Douai | Arlette Sokolski (1938–1942)       |
|              | HIER WOHNTE FRANCINE SOKOLSKI GEBOREN 1939 VERHAFTET 11.9.1942 INTERNIERT IN MALINES DEPORTIERT AUSCHWITZ ERMORDET 17.9.1942                         | 58, rue du Champ Fleuri Douai | Jacqueline Sokolski (1939–1942)    |
|              | HIER WOHNTE JACQUELINE SOKOLSKI GEBOREN 1936 VERHAFTET 11.9.1942 INTERNIERT IN MALINES DEPORTIERT AUSCHWITZ ERMORDET 17.9.1942                       | 58, rue du Champ Fleuri Douai | Jacqueline Sokolski (1936–1942)    |
|              | HIER WOHNTE SOSIA SOKOLSKI GEB. GRUSZKA 1918 VERHAFTET 11.9.1942 INTERNIERT IN MALINES DEPORTIERT AUSCHWITZ ERMORDET 17.9.1942                       | 58, rue du Champ Fleuri Douai | Sosia Sokolski (1918–1942)         |
|              | HIER WOHNTE JOSEPH STRYCHARZ GEBOREN 1906 VERHAFTET 14.5.1941 INTERNIERT IN BEAUNE-LA-ROLANDE COMPIÈGNE DEPORTIERT 1942 AUSCHWITZ ERMORDET 12.7.1942 | 4656, rue nationale Douai     | Joseph Strycharz (1906–1942)       |
|              | HIER WOHNTE NATHAN STRYCHARZ GEBOREN 1897 VERHAFTET 18.2.1943 INTERNIERT IN DRANCY DEPORTIERT MAJDANEK ERMORDET 11.3.1943                            | 4656, rue nationale Douai     | Nathan Strycharz (1897–1943)       |
|              | HIER WOHNTE ISAAK-OSCAR ZAIDMAN GEBOREN 1903 VERHAFTET 9.9.1944 INTERNIERT IN MARTIGUES DRANCY DEPORTIERT 1944 BALTISCHE STAATEN ERMORDET            | 44, rue de Minimes Douai      | Isaak-Oscar Zaidman (1903–1944/45) |

### La Madeleine
In La Madeleine wurden zwei Stolpersteine verlegt.
| Stolperstein | Übersetzung | Verlegeort                    | Name, Leben                 |
| ------------ | --- | ----------------------------- | --------------------------- |
|              | HIER WOHNTE BRUCE DOWDING GEBOREN 1914 IM WIDERSTAND VERHAFTET 8.12.1941 INTERNIERT LOOS, BRÜSSEL DEPORTIERT BOCHUM ENTHAUPTET 30.6.1943 DORTMUND | 1 Rue de la Gare La Madeleine | Bruce Dowding (1914–1943)   |
|              | HIER WOHNTE FRANÇOIS DUPREZ GEBOREN 1908 IM WIDERSTAND VERHAFTET 6.12.1941 INTERNIERT LOOS, BRÜSSEL DEPORTIERT SONNENBURG ERMORDET 10.5.1944      | 1 Rue de la Gare La Madeleine | François Duprez (1908–1944) |

### Lille
In Lille, dem Verwaltungssitz der Region Hauts-de-France, wurden 21 Stolpersteine an dreizehn Adressen verlegt.
| Stolperstein | Übersetzung | Verlegeort                              | Name, Leben                                       |
| ------------ | --- | --------------------------------------- | ------------------------------------------------- |
|              | HIER WOHNTE FANNY BANACH GEB. TOBIAS 1910 VERHAFTET 11.9.1942 INTERNIERT MECHELEN DEPORTIERT AUSCHWITZ-BIRKENAU ERMORDET 20.9.1942       | 145, rue Léon Gambetta Lille            | Fanny Banach, geborene Tobias (1910–1942)         |
|              | HIER WOHNTE RAYZLA BLANK GEB. FUKS 1905 VERHAFTET 11.9.1942 INTERNIERT MECHELEN DEPORTIERT AUSCHWITZ-BIRKENAU ERMORDET 20.9.1942         | 133, rue Gustave Delory Lille           | Rayzla Blank, geborene Fuks (1905–1942)           |
|              | HIER WOHNTE ABRAHAM GRUDKI GEBOREN 1892 VERHAFTET OKT. 1942 INTERNIERT MECHELEN DEPORTIERT AUSCHWITZ-BIRKENAU ERMORDET 1942              | 73, rue de la Monnaie Lille             | Rayzla Blank (1892–1942)                          |
|              | HIER WOHNTE BLANCHE KARMIOL GEB. RABINOVITCH 1904 VERHAFTET 6.4.1944 INTERNIERT MECHELEN DEPORTIERT AUSCHWITZ-BIRKENAU ERMORDET MAI 1944 | 3, rue du Court Debout Lille            | Blanche Karmiol, geborene Rabinovitch (1904–1944) |
|              | HIER WOHNTE LÉON KARMIOL GEBOREN 1902 VERHAFTET 6.4.1944 INTERNIERT MECHELEN DEPORTIERT DACHAU ERMORDET 3.4.1945                         | 3, rue du Court Debout Lille            | Léon Karmiol (1902–1945)                          |
|              | HIER WOHNTE BEILA KOMAR GEB. GALICKA 1900 VERHAFTET 11.9.1942 INTERNIERT MECHELEN DEPORTIERT AUSCHWITZ-BIRKENAU ERMORDET 1942            | 25, rue de Valmy Lille                  | Beila Komar, geborene Galicka (1900–1942)         |
|              | HIER WOHNTE MAX KOPELOWICZ GEBOREN 1913 VERHAFTET 11.9.1942 INTERNIERT MALINES DEPORTIERT 1942 AUSCHWITZ-BIRKENAU ERMORDET               | Rue Guillaume Werniers à Fives 39 Lille | Max Kopelowicz (1913–1942/45)                     |
|              | HIER WOHNTE GEORGES KURCBARD GEBOREN 1926 VERHAFTET 11.9.1942 INTERNIERT MECHELEN DEPORTIERT AUSCHWITZ-BIRKENAU ERMORDET 30.9.1942       | 37, rue de Tournai Lille                | Georges Kurcbard (1926–1942)                      |
|              | HIER WOHNTE GISZA KURCBARD GEB. ARMAN 1904 VERHAFTET 11.9.1942 INTERNIERT MECHELEN DEPORTIERT AUSCHWITZ-BIRKENAU ERMORDET 20.9.1942      | 37, rue de Tournai Lille                | Georges Kurcbard, geborene Arman (1904–1942)      |
|              | HIER WOHNTE LIPA LAMBIG GEBOREN 1899 VERHAFTET 11.9.1942 INTERNIERT DRANCY DEPORTIERT AUSCHWITZ-BIRKENAU ERMORDET 3.12.1942              | Rue du Maire André 26 Lille             | Lipa Lambig (1899–1942)                           |
|              | HIER WOHNTE ELIE RABINOVITCH GEBOREN 1895 VERHAFTET 1941 INTERNIERT GEFÄNGNIS VON LOOS FÜSILIERT 31.3.1942 FORT DU VERT GALANT           | 86, rue Léon Gambetta Lille             | Elie Rabinovitch (1896–1942)                      |
|              | HIER WOHNTE CHAJA RADOSZYCKI GEB. KNOBEL 1905 VERHAFTET 11.9.1942 INTERNIERT MECHELEN DEPORTIERT AUSCHWITZ-BIRKENAU ERMORDET 1942        | 12, rue la Paix d'Utrecht Lille         | Chaja Radoszycki, geborene Knobel (1905–1942)     |
|              | HIER WOHNTE JONAS RADOSZYCKI GEBOREN 1895 VERHAFTET 11.9.1942 INTERNIERT MECHELEN DEPORTIERT AUSCHWITZ-BIRKENAU ERMORDET 1942            | 12, rue la Paix d'Utrecht Lille         | Jonas Radoszycki (1895–1942)                      |
|              | HIER WOHNTE LEIB ROZENPIK GEBOREN 1904 VERHAFTET 27.7.1943 INTERNIERT MECHELEN DEPORTIERT AUSCHWITZ-BIRKENAU ERMORDET AUGUST 1943        | 30, rue Jacquemars Giélée Lille         | Leib Rozenpik (1904–1943)                         |
|              | HIER WOHNTE LILIANE ROZENPIK GEBOREN 30.7.1941 VERHAFTET 11.9.1942 INTERNIERT MECHELEN DEPORTIERT AUSCHWITZ-BIRKENAU ERMORDET 20.9.1942  | 30, rue Jacquemars Giélée Lille         | Liliane Rozenpik (1941–1942)                      |
|              | HIER WOHNTE RIWKA ROZENPIK GEB. SZERMANN 1914 VERHAFTET 11.9.1942 INTERNIERT MECHELEN DEPORTIERT AUSCHWITZ-BIRKENAU ERMORDET 20.9.1942   | 30, rue Jacquemars Giélée Lille         | Riwka Rozenpik, geborene Szermann (1914–1942)     |
|              | HIER WOHNTE MAURICE SWIERC GEBOREN 1899 VERHAFTET 1943 INTERNIERT MALINES DEPORTIERT 1943 AUSCHWITZ-BIRKENAU ERMORDET 15.2.1944          | Rue Pierre Mauroy 135 Lille             | Maurice Swierc (1899–1944)                        |
|              | HIER WOHNTE BERNARD TEICHLER GEBOREN 1899 VERHAFTET 24.7.1942 INTERNIERT MALINES DEPORTIERT AUSCHWITZ-BIRKENAU ERMORDET 20.9.1942        | Place des Reignaux 10 Lille             | Bernard Teichler (1899–1942)                      |
|              | HIER WOHNTE MICHELINE TEICHLER GEBOREN 1931 VERHAFTET 24.7.1942 INTERNIERT MALINES DEPORTIERT AUSCHWITZ-BIRKENAU ERMORDET 20.9.1942      | Place des Reignaux 10 Lille             | Micheline Teichler (1931–1942)                    |
|              | HIER WOHNTE ESTHER TOBIAS GEB. ISRAEL 1897 VERHAFTET 11.9.1942 INTERNIERT MECHELEN DEPORTIERT AUSCHWITZ-BIRKENAU ERMORDET 20.9.1942      | 145, rue Léon Gambetta Lille            | Esther Tobias, geborene Israel (1897–1942)        |
|              | HIER WOHNTE SISIA TOBIAS GEBOREN 1883 VERHAFTET 11.9.1942 INTERNIERT MECHELEN DEPORTIERT AUSCHWITZ-BIRKENAU ERMORDET 20.9.1942           | 145, rue Léon Gambetta Lille            | Sisia Tobias (1883–1942)                          |

### Lesquin
In Lesquin wurden ein Stolperstein verlegt.
| Stolperstein | Übersetzung | Verlegort                       | Name, Leben                 |
| ------------ | --- | ------------------------------- | --------------------------- |
|              | HIER WOHNTE GEORGES BASQUIN GEBOREN 1882 IM WIDERSTAND VERHAFTET JULI 1941 INTERNIERT HUY, AIX-LA-CHAPELLE DEPORTIERT 22.8.1941 MAUTHAUSEN TOT 14.10.1942 | 15, Rue Georges Basquin Lesquin | Georges Basquin (1882–1942) |

### Roubaix
In Roubaix wurden fünf Stolpersteine an zwei Adressen verlegt.
| Stolperstein                | Übersetzung | Verlegort                        | Name, Leben                  |
| --------------------------- | --- | -------------------------------- | ---------------------------- |
|                             | HIER WOHNTE EDOUARD PIETERS GEBOREN 1903 IM WIDERSTAND VERHAFTET 15.4.1941 INTERNIERT LOOS FÜSILIERT 23.4.1942 FORT DU VERT-GALANT                         | 23, Rue Isabeau Roubaix          | Edouard Pieters (1903–1942)  |
|                             | HIER WOHNTE MARCELLE PIETERS GEB. REYNAERT 1908 IM WIDERSTAND VERHAFTET 21.10.1941 INTERNIERT LOOS DEPORTIERT RAVENSBRÜCK ERMORDET 20.4.1945 BERGEN-BELSEN | 23, Rue Isabeau Roubaix          | Marcelle Pieters (1908–1945) |
| Stolperstein Alexandre Raby | HIER LEBTE ALEXANDRE RABY GEBOREN 1888 VERHAFTET 19.3.1944 INTERNIERT MECHELEN DEPORTIERT AUSCHWITZ ERMORDET 25.8.1943                                     | 36, boulevard de Cambrai Roubaix | Alexandre Raby (1888–1943)   |
| Stolperstein Alexandre Raby | HIER LEBTE FLORE RABY GEBOREN 1913 VERHAFTET 24.4.1943 INTERNIERT MECHELEN DEPORTIERT AUSCHWITZ BEFREIT                                                    | 36, boulevard de Cambrai Roubaix | Flore Raby (1913–1996)       |
| Stolperstein Henri Raby     | HIER LEBTE HENRY RABY GEBOREN 1922 VERHAFTET 24.4.1943 INTERNIERT MECHELEN DEPORTIERT AUSCHWITZ BEFREIT                                                    | 36, boulevard de Cambrai Roubaix | Henry Raby (1922–)           |

### Saint-Omer
In Saint-Omer wurde ein Stolperstein verlegt.
| Stolperstein | Übersetzung | Verlegort                      | Name, Leben              |
| ------------ | --- | ------------------------------ | ------------------------ |
|              | HIER WOHNTE DESIRE DIDRY GEBOREN 1899 VERHAFTET 8.12.1941 INTERNIERT LOOS DEPORTIERT 2.8.1942 BOCHUM ENTHAUPTET 30.6.1943 DORTMUND | 26, rue de Valbelle Saint-Omer | Désiré Didry (1899–1943) |

### Sin-le-Noble
In Sin-le-Noble wurden zwei Stolpersteine verlegt.
| Stolperstein | Übersetzung | Verlegort                      | Name, Leben                 |
| ------------ | --- | ------------------------------ | --------------------------- |
|              | HIER WOHNTE AIMABLE MARTEL GEBOREN 1920 IM WIDERSTAND VERHAFTET 13.3.1942 INTERNIERT QUINCY FÜSILIERT 14.4.1942 FORT DU VERT-GALANT      | 164, rue Voltaire Sin-le-Noble | Aimable Martel (1920–1942)  |
|              | HIER WOHNTE GERMINAL MARTEL GEBOREN 1921 IM WIDERSTAND VERHAFTET 15.2.1943 INTERNIERT POITIERS FÜSILIERT 28.5.1943 CHAMP DE TIR DE BIARD | 164, rue Voltaire Sin-le-Noble | Germinal Martel (1921–1943) |

### Steenvoorde
In Steenvoorde wurden zwei Stolpersteine an zwei Adressen verlegt.
| Stolperstein | Übersetzung | Verlegort                            | Name, Leben                |
| ------------ | --- | ------------------------------------ | -------------------------- |
|              | HIER WOHNTE GEORGES GODIN GEBOREN 1926 VERHAFTET ZWANGSARBEIT ORGANISATION TODT KUPPEL VON HELFAUT GETÖTET 20.4.1944  | 15, rue Neuve Steenvoorde            | Georges Godin (1926–1944)  |
|              | HIER WOHNTE EMILE SAMPSOEN GEBOREN 1924 VERHAFTET ZWANGSARBEIT ORGANISATION TODT KUPPEL VON HELFAUT GETÖTET 20.4.1944 | 15, rue Rémy Goetgheluck Steenvoorde | Emile Sampsoen (1924–1944) |

### Waziers
In Waziers, einer Gemeinde im Département Nord, wurde am 1. Juni 2024 ein Stolperstein verlegt.
| Stolperstein | Übersetzung | Verlegeort | Name, Leben                   |
| ------------ | --- | ---------- | ----------------------------- |
|              | HIER WOHNTE NAPHTAL ZORMAN GEBOREN 1901 VERHAFTET 1943 INTERNIERT MARSEILLE, DRANCY DEPORTIERT 1944 BALTISCHE STAATEN ERMORDET | Waziers    | Naphtal Zorman (1901–1944/45) |

## Verlegung
- 11. September 2022: Douai
- 8. November 2022: Cambrai durch den Künstler Gunter Demnig persönlich[3]
- 12. Mai 2023: Lille[4]
- 1. Juni 2024: Waziers
- 14. Juni 2024: Lille (133, rue Gustave Delory; 30, rue Jacquemars Giélée; 37, rue de Tournai; 25, rue de Valmy)
- 11. September 2024: Lille (73, rue de la Monnaie; 12, rue la Paix d'Utrecht)
- 20. September 2024: Lille (3, rue du Court Debout; 86, rue Léon Gambetta; 145, rue Léon Gambetta)
- 27. April 2025: Saint-Omer
- 9. Mai 2025: Roubaix
- 24. Mai 2025: Sin-le-Noble
- 27. Mai 2025: La Madeleine, Lesquin
- 5. Juni 2025: Roubaix (23, Rue Isabeau), Steenvoorde

Laut Website des Künstlers haben folgende Orte der Region bereits im Jahr 2021 Stolpersteine zugesandt bekommen: Boulogne-sur-Mer, Desvres und Helfaut. Bislang sind weder die Anzahl bzw. die Namen der Opfer noch die Verlegeorte bekannt.